# Khantora
Khantora è una suddivisione dell'India, classificata come census town, di 5.773 abitanti, situata nel distretto di Howrah, nello stato federato del Bengala Occidentale. In base al numero di abitanti la città rientra nella classe V (da 5.000 a 9.999 persone).

## Geografia fisica
La città è situata a 22° 37' 13 N e 88° 12' 33 E.

## Società

### Evoluzione demografica
Al censimento del 2001 la popolazione di Khantora assommava a 5.773 persone, delle quali 2.893 maschi e 2.880 femmine. I bambini di età inferiore o uguale ai sei anni assommavano a 523, dei quali 258 maschi e 265 femmine. Infine, coloro che erano in grado di saper almeno leggere e scrivere erano 4.446, dei quali 2.369 maschi e 2.077 femmine.